# Pyramide Tour
 (novembre 2018).
Si vous disposez d'ouvrages ou d'articles de référence ou si vous connaissez des sites web de qualité traitant du thème abordé ici, merci de compléter l'article en donnant les références utiles à sa vérifiabilité et en les liant à la section « Notes et références ».
Tournées par M. Pokora
My Way Tour
(2017) Épicentre Tour
(2023)
Pyramide Tour est la septième tournée personnelle de M. Pokora pour la promotion de son album Pyramide.
Programmée initialement pour 58 dates réparties entre 2019 et 2020, seules 32 dates seront honorées, la tournée prend fin le 9 mars 2020 à cause de la pandémie de Covid-19.

## Setlist
1. Pyramide introduction
2. Seul
3. Two left feet
4. Elle me contrôle
5. Alexendrine / Alexendra
6. Juste une photo de toi
7. California Sunset (uniquement 2019)
8. Effacé
9. Ouh na na
10. Mieux que nous
11. Voir la nuit s'emballer
12. la regarder s'en aller
13. Tango électrique
14. Danse avec moi
15. Tombé
16. Juste un instant
17. Si on disait
18. A nos actes manqués
19. Barrio
20. Si t'es pas là
21. Le monde
22. On est là  (présentation  musiciens et danseurs)
23. Les planètes
24. Pyramide

## Dates de la tournée
| Date              | Ville            | Pays     | Lieu                    |
| ----------------- | ---------------- | -------- | ----------------------- |
| 2019              |                  |          |                         |
| 5 octobre 2019    | Strasbourg       | France   | Zenith de Strasbourg    |
| 11 octobre 2019   | Toulouse         | France   | Zenith de Toulouse      |
| 12 octobre 2019   | Bordeaux         | France   | Arkéa Arena             |
| 13 octobre 2019   | Pau              | France   | Zenith de Pau           |
| 15 octobre 2019   | Rouen            | France   | Zenith de Rouen         |
| 16 octobre 2019   | Rennes           | France   | MusikHall               |
| 18 octobre 2019   | Bruxelles        | Belgique | Forest National         |
| 19 octobre 2019   | Bruxelles        | Belgique | Forest National         |
| 13 novembre 2019  | Genève           | Suisse   | Arena de Genève         |
| 15 novembre 2019  | Nice             | France   | Palais Nikaïa           |
| 16 novembre 2019  | Montpellier      | France   | Sud de France Arena     |
| 17 novembre 2019  | Marseille        | France   | Le Dome                 |
| 19 novembre 2019  | Le Mans          | France   | Antarès                 |
| 20 novembre 2019  | Orléans          | France   | Zenith d'Orleans        |
| 22 novembre 2019  | Tours            | France   | Grand Hall              |
| 23 novembre 2019  | Nantes           | France   | Zenith de Nantes        |
| 24 novembre 2019  | Angers           | France   | Arena Loire             |
| 26 novembre 2019  | Paris            | France   | AccorHotels Arena       |
| 29 novembre 2019  | Clermont-Ferrand | France   | Zenith d'Auvergne       |
| 30 novembre 2019  | Limoges          | France   | Zenith de Limoges       |
| 1er décembre 2019 | St-Etienne       | France   | Zenith de Saint-Etienne |
| 3 décembre 2019   | Caen             | France   | Zenith de Caen          |
| 4 décembre 2019   | Épernay          | France   | Le Millesium            |
| 6 décembre 2019   | Montbéliard      | France   | L'Axone                 |
| 7 décembre 2019   | Amnéville        | France   | Galaxie d'Amnéville     |
| 10 décembre 2019  | Dijon            | France   | Zénith de Dijon         |
| 11 décembre 2019  | Lyon             | France   | Halle Tony-Garnier      |
| 13 décembre 2019  | Douai            | France   | Gayant Expo             |
| 14 décembre 2019  | Amiens           | France   | Zénith d'Amiens         |
| 19 décembre 2019  | Lille            | France   | Zénith de Lille         |
| 20 décembre 2019  | Lille            | France   | Zénith de Lille         |
| 2020              |                  |          |                         |
| 8 mars 2020       | Amiens           | France   | Zénith d'Amiens         |

## Musiciens
Guitare
Hailé Dasta
Batterie
Aurélien Lefevre
Basse et direction musicale
Franck-Cliff Jean "BOOM"
Clavier
Mika

## Danseurs et Danseuses
1. Séthanie Taing
2. Stessy Emelie
3. Kevin Bago
4. Israel Donowa
5. Kévin Missamou
6. Roger Loye Noel
7. Karl-Ruben Noel
8. Kylian Toto